# Rachel Harnisch
Rachel Harnisch (* 1. August 1973 in Brig) ist eine ehemalige Schweizer Opernsängerin (Sopran).

## Leben
Harnisch studierte an der Hochschule für Musik in Freiburg im Breisgau bei Beata Heuer-Christen. 2000 gab sie ihr Debüt als Pamina (Die Zauberflöte) in Bern unter Leitung von Miguel Gomez-Martinez und in Zürich mit Franz Welser-Möst. Weitere Engagements führten sie an das Grand Théâtre de Genève, nach Zürich und nach Santiago de Chile.
2004 war sie als Fiordiligi (Così fan tutte) unter Leitung von Claudio Abbado in Ferrara, Modena und Reggio nell’Emilia, sang die Micaela (Carmen) in Bern und Avenches, gab ihr Debüt in Paris an der Opéra Bastille als Pamina in der Regie von Robert Wilson und unter der musikalischen Leitung von Jiří Kout. 2006 sang sie ihre erste Contessa (Le nozze di Figaro) in Verona. 2007 gab sie ihr Debüt an der Deutschen Oper Berlin als Pamina, es folgte 2008 ihr erster Amor (Orfeo ed Euridice) unter Leopold Hager und 2009 Clémence (Kaija Saariaho: L’amour de loin) in Antwerpen und Gent. 2011 sang sie an der Deutschen Oper Berlin sehr erfolgreich die Blanche (Dialogues des Carmélites).
2012 sang sie an der Vlaamse Opera in Antwerpen und Gent vielbeachtet die Hélène d’Egmont in der Uraufführung der französischen Fassung von Gaetano Donizettis Le duc d’Albe. Das von Donizetti unvollendete Werk war durch den zeitgenössischen Komponisten Giorgio Battistelli vollendet worden, der an der Premiere anwesend war.
Als Konzertsängerin sang Harnisch Luigi Nonos Prometeo-Suite,  Tippetts A Child of Our Time, Schumanns Szenen aus Goethes Faust, Mendelssohns Elias und Ein Sommernachtstraum, Debussys Le Martyre de Saint Sébastien, Haydns Die Schöpfung und Caecilien-Messe, Händels Messiah, Bachs Johannes-Passion, Mahlers 2. und 4. Symphonie, Pergolesis Stabat Mater, Haydns L’isola disabitata, Mozarts Requiem und c-Moll-Messe, Beethovens 9. Symphonie, Brahms‘ Deutsches Requiem und Poulencs Gloria mit Dirigenten wie Claudio Abbado, Kent Nagano und Nikolaus Harnoncourt.
Mit Liederabenden – zusammen mit Irwin Gage, Maurizio Pollini, Cedric Pescia und Jan Philip Schulze – war sie u. a. in Zürich, Genf, Bochum, Berlin, Bern, Florenz, Perugia, Rom und beim Lucerne Festival zu hören.
2023 beendete sie ihre erfolgreiche Karriere.

## Diskografie (Auswahl)
- Requiem KV 626. Universal Music, 1999
- Matthäuspassion. Musik-Forschung-Verlag, 2000
- Die Schöpfung. Musik-Forschung-Verlag, 2000
- Stabat mater. Universal Music, 2009
- Fidelio. Universal Music, 2011